# 대통 (서위)
대통(大統)은 중국 서위(西魏) 경문제(景文帝)의 연호이다. 535년에서 551년까지 17년 동안 사용하였다. 534년 12월, 우문태(宇文泰)가 효무제(孝武帝)를 독살하고 535년 정월에 문제를 옹립하고 개원하였다. 이로써 서위가 성립되었다. 551년 3월에 경문제의 뒤를 이어 즉위한 폐제(廢帝) 원흠(元欽)이 남은 9개월 동안 이어서 사용하였으며 552년에 개원하였다. 552년 이후 폐제(廢帝) 원흠과 공제(恭帝)는 연호를 사용하지 않고 즉위 후 원년을 선포하였기 때문에 552년에서 556년까지 서위에서는 연호가 사용되지 않았다.
같은 시기에 사용된 다른 연호로는 양(梁)에서 사용한 대동(大同 : 535년 ~ 546년), 중대동(中大同 : 546년 ~ 547년), 태청(太淸 : 547년 ~ 549년), 대보(大寶 : 550년 ~ 551년), 천정(天正 : 551년), 동위(東魏)에서 사용한 천평(天平 : 534년 ~ 537년), 원상(元象 : 538년 ~ 539년), 흥화(興和 : 539년 ~ 542년), 무정(武定 : 543년 ~ 550년), 북제(北齊)에서 사용한 천보(天保 : 550년 ~ 559년)가 있다.

## 개원
대통(大統) 원년 1월 1일(535년 2월 18일)에 서위(西魏) 건국 후 대통(大統)으로 건원함.

## 연대대조표
| 대통                | 원년            | 2년                      | 3년                 | 4년             | 5년                 | 6년             | 7년                 | 8년        | 9년             | 10년       |
| 서력                | 535년           | 536년                    | 537년               | 538년           | 539년               | 540년           | 541년               | 542년      | 543년           | 544년      |
| 육십간지 (六十干支) | 을묘(乙卯)      | 병진(丙辰)               | 정사(丁巳)          | 무오(戊午)      | 기미(己未)          | 경신(庚申)      | 신유(辛酉)          | 임술(壬戌) | 계해(癸亥)      | 갑자(甲子) |
| 양 (梁)             | 대동(大同) 원년 | 2년                      | 3년                 | 4년             | 5년                 | 6년             | 7년                 | 8년        | 9년             | 10년       |
| 동위 (東魏)         | 천평(天平) 2년  | 3년                      | 4년                 | 원상(元象) 원년 | 2년 흥화(興和) 원년 | 2년             | 3년                 | 4년        | 무정(武定) 원년 | 2년        |
| 대통                | 11년            | 12년                     | 13년                | 14년            | 15년                | 16년            | 17년                |            |                 |            |
| 서력                | 545년           | 546년                    | 547년               | 548년           | 549년               | 550년           | 551년               |            |                 |            |
| 육십간지 (六十干支) | 을축(乙丑)      | 병인(丙寅)               | 정묘(丁卯)          | 무진(戊辰)      | 기사(己巳)          | 경오(庚午)      | 신미(辛未)          |            |                 |            |
| 양 (梁)             | 11년            | 12년 중대동(中大同) 원년 | 2년 태청(太淸) 원년 | 2년             | 3년                 | 대보(大寶) 원년 | 2년 천정(天正) 원년 |            |                 |            |
| 동위 (東魏)         | 3년             | 4년                      | 5년                 | 6년             | 7년                 | 8년             | -                   |            |                 |            |
| 북제 (北齊)         | -               | -                        | -                   | -               | -                   | 천보(天保) 원년 | 2년                 |            |                 |            |

## 삭일(1일)
| 대통 원년 (535년) | 1월             | 2월             | 3월             | 4월             | 5월             | 6월             | 7월             | 8월             | 9월             | 10월            | 11월            | 12월            |                 |
| ----------------- | --------------- | --------------- | --------------- | --------------- | --------------- | --------------- | --------------- | --------------- | --------------- | --------------- | --------------- | --------------- | --------------- |
| 삭일(음력)        | 무신일 (戊申日) | 무인일 (戊寅日) | 정미일 (丁未日) | 정축일 (丁丑日) | 병오일 (丙午日) | 병자일 (丙子日) | 을사일 (乙巳日) | 을해일 (乙亥日) | 갑진일 (甲辰日) | 갑술일 (甲戌日) | 계묘일 (癸卯日) | 계유일 (癸酉日) |                 |
| 율리우스력        | 535년 2월 18일  | 3월 20일        | 4월 18일        | 5월 18일        | 6월 16일        | 7월 16일        | 8월 14일        | 9월 13일        | 10월 12일       | 11월 11일       | 12월 10일       | 536년 1월 9일   |                 |
| 대통 2년 (536년)  | 1월             | 2월             | 3월             | 4월             | 5월             | 6월             | 7월             | 8월             | 9월             | 10월            | 11월            | 12월            |                 |
| 삭일(음력)        | 계묘일 (癸卯日) | 임신일 (壬申日) | 임인일 (壬寅日) | 신미일 (辛未日) | 신축일 (辛丑日) | 경오일 (庚午日) | 경자일 (庚子日) | 기사일 (己巳日) | 기해일 (己亥日) | 무진일 (戊辰日) | 무술일 (戊戌日) | 정묘일 (丁卯日) |                 |
| 율리우스력        | 536년 2월 8일   | 3월 8일         | 4월 7일         | 5월 6일         | 6월 5일         | 7월 4일         | 8월 3일         | 9월 1일         | 10월 1일        | 10월 30일       | 11월 29일       | 12월 28일       |                 |
| 대통 3년 (537년)  | 1월             | 2월             | 3월             | 4월             | 5월             | 6월             | 7월             | 8월             | 9월             | 윤9월           | 10월            | 11월            | 12월            |
| 삭일(음력)        | 정유일 (丁酉日) | 병인일 (丙寅日) | 병신일 (丙申日) | 병인일 (丙寅日) | 을미일 (乙未日) | 을축일 (乙丑日) | 갑오일 (甲午日) | 갑자일 (甲子日) | 계사일 (癸巳日) | 계해일 (癸亥日) | 임진일 (壬辰日) | 임술일 (壬戌日) | 신묘일 (辛卯日) |
| 율리우스력        | 537년 1월 27일  | 2월 25일        | 3월 27일        | 4월 26일        | 5월 25일        | 6월 24일        | 7월 23일        | 8월 22일        | 9월 20일        | 10월 20일       | 11월 18일       | 12월 18일       | 538년 1월 16일  |
| 대통 4년 (538년)  | 1월             | 2월             | 3월             | 4월             | 5월             | 6월             | 7월             | 8월             | 9월             | 10월            | 11월            | 12월            |                 |
| 삭일(음력)        | 신유일 (辛酉日) | 경인일 (庚寅日) | 경신일 (庚申日) | 기축일 (己丑日) | 기미일 (己未日) | 무자일 (戊子日) | 무오일 (戊午日) | 무자일 (戊子日) | 정사일 (丁巳日) | 정해일 (丁亥日) | 병진일 (丙辰日) | 병술일 (丙戌日) |                 |
| 율리우스력        | 538년 2월 15일  | 3월 16일        | 4월 15일        | 5월 14일        | 6월 13일        | 7월 12일        | 8월 11일        | 9월 10일        | 10월 9일        | 11월 8일        | 12월 7일        | 539년 1월 6일   |                 |
| 대통 5년 (539년)  | 1월             | 2월             | 3월             | 4월             | 5월             | 6월             | 7월             | 8월             | 9월             | 10월            | 11월            | 12월            |                 |
| 삭일(음력)        | 을묘일 (乙卯日) | 을유일 (乙酉日) | 갑인일 (甲寅日) | 갑신일 (甲申日) | 계축일 (癸丑日) | 계미일 (癸未日) | 임자일 (壬子日) | 임오일 (壬午日) | 신해일 (辛亥日) | 신사일 (辛巳日) | 경술일 (庚戌日) | 경진일 (庚辰日) |                 |
| 율리우스력        | 539년 2월 4일   | 3월 6일         | 4월 4일         | 5월 4일         | 6월 2일         | 7월 2일         | 7월 31일        | 8월 30일        | 9월 28일        | 10월 28일       | 11월 26일       | 12월 26일       |                 |
| 대통 6년 (540년)  | 1월             | 2월             | 3월             | 4월             | 5월             | 윤5월           | 6월             | 7월             | 8월             | 9월             | 10월            | 11월            | 12월            |
| 삭일(음력)        | 경술일 (庚戌日) | 기묘일 (己卯日) | 기유일 (己酉日) | 무인일 (戊寅日) | 무신일 (戊申日) | 정축일 (丁丑日) | 정미일 (丁未日) | 병자일 (丙子日) | 병오일 (丙午日) | 을해일 (乙亥日) | 을사일 (乙巳日) | 갑술일 (甲戌日) | 갑진일 (甲辰日) |
| 율리우스력        | 540년 1월 25일  | 2월 23일        | 3월 24일        | 4월 22일        | 5월 22일        | 6월 20일        | 7월 20일        | 8월 18일        | 9월 17일        | 10월 16일       | 11월 15일       | 12월 14일       | 541년 1월 13일  |
| 대통 7년 (541년)  | 1월             | 2월             | 3월             | 4월             | 5월             | 6월             | 7월             | 8월             | 9월             | 10월            | 11월            | 12월            |                 |
| 삭일(음력)        | 계유일 (癸酉日) | 계묘일 (癸卯日) | 계유일 (癸酉日) | 임인일 (壬寅日) | 임신일 (壬申日) | 신축일 (辛丑日) | 신미일 (辛未日) | 경자일 (庚子日) | 경오일 (庚午日) | 기해일 (己亥日) | 기사일 (己巳日) | 무술일 (戊戌日) |                 |
| 율리우스력        | 541년 2월 11일  | 3월 13일        | 4월 12일        | 5월 11일        | 6월 10일        | 7월 9일         | 8월 8일         | 9월 6일         | 10월 6일        | 11월 4일        | 12월 4일        | 542년 1월 2일   |                 |
| 대통 8년 (542년)  | 1월             | 2월             | 3월             | 4월             | 5월             | 6월             | 7월             | 8월             | 9월             | 10월            | 11월            | 12월            |                 |
| 삭일(음력)        | 무진일 (戊辰日) | 정유일 (丁酉日) | 정묘일 (丁卯日) | 병신일 (丙申日) | 병인일 (丙寅日) | 을미일 (乙未日) | 을축일 (乙丑日) | 을미일 (乙未日) | 갑자일 (甲子日) | 갑오일 (甲午日) | 계해일 (癸亥日) | 계사일 (癸巳日) |                 |
| 율리우스력        | 542년 2월 1일   | 3월 2일         | 4월 1일         | 4월 30일        | 5월 30일        | 6월 28일        | 7월 28일        | 8월 27일        | 9월 25일        | 10월 25일       | 11월 23일       | 12월 23일       |                 |
| 대통 9년 (543년)  | 1월             | 윤1월           | 2월             | 3월             | 4월             | 5월             | 6월             | 7월             | 8월             | 9월             | 10월            | 11월            | 12월            |
| 삭일(음력)        | 임술일 (壬戌日) | 임진일 (壬辰日) | 신유일 (辛酉日) | 신묘일 (辛卯日) | 경신일 (庚申日) | 경인일 (庚寅日) | 기미일 (己未日) | 기축일 (己丑日) | 무오일 (戊午日) | 무자일 (戊子日) | 정사일 (丁巳日) | 정해일 (丁亥日) | 정사일 (丁巳日) |
| 율리우스력        | 543년 1월 21일  | 2월 20일        | 3월 21일        | 4월 20일        | 5월 19일        | 6월 18일        | 7월 17일        | 8월 16일        | 9월 14일        | 10월 14일       | 11월 12일       | 12월 12일       | 544년 1월 11일  |
| 대통 10년 (544년) | 1월             | 2월             | 3월             | 4월             | 5월             | 6월             | 7월             | 8월             | 9월             | 10월            | 11월            | 12월            |                 |
| 삭일(음력)        | 병술일 (丙戌日) | 병진일 (丙辰日) | 을유일 (乙酉日) | 을묘일 (乙卯日) | 갑신일 (甲申日) | 갑인일 (甲寅日) | 계미일 (癸未日) | 계축일 (癸丑日) | 임오일 (壬午日) | 임자일 (壬子日) | 신사일 (辛巳日) | 신해일 (辛亥日) |                 |
| 율리우스력        | 544년 2월 9일   | 3월 10일        | 4월 8일         | 5월 8일         | 6월 6일         | 7월 6일         | 8월 4일         | 9월 3일         | 10월 2일        | 11월 1일        | 11월 30일       | 12월 30일       |                 |

| 대통 11년 (545년) | 1월             | 2월             | 3월             | 4월             | 5월             | 6월             | 7월             | 8월             | 9월             | 10월            | 윤10월          | 11월            | 12월            |
| ----------------- | --------------- | --------------- | --------------- | --------------- | --------------- | --------------- | --------------- | --------------- | --------------- | --------------- | --------------- | --------------- | --------------- |
| 삭일(음력)        | 경진일 (庚辰日) | 경술일 (庚戌日) | 경진일 (庚辰日) | 기유일 (己酉日) | 기묘일 (己卯日) | 무신일 (戊申日) | 무인일 (戊寅日) | 정미일 (丁未日) | 정축일 (丁丑日) | 병오일 (丙午日) | 병자일 (丙子日) | 을사일 (乙巳日) | 을해일 (乙亥日) |
| 율리우스력        | 545년 1월 28일  | 2월 27일        | 3월 29일        | 4월 27일        | 5월 27일        | 6월 25일        | 7월 25일        | 8월 23일        | 9월 22일        | 10월 21일       | 11월 20일       | 12월 19일       | 546년 1월 18일  |
| 대통 12년 (546년) | 1월             | 2월             | 3월             | 4월             | 5월             | 6월             | 7월             | 8월             | 9월             | 10월            | 11월            | 12월            |                 |
| 삭일(음력)        | 갑진일 (甲辰日) | 갑술일 (甲戌日) | 계묘일 (癸卯日) | 계유일 (癸酉日) | 임인일 (壬寅日) | 임신일 (壬申日) | 임인일 (壬寅日) | 신미일 (辛未日) | 신축일 (辛丑日) | 경오일 (庚午日) | 경자일 (庚子日) | 기사일 (己巳日) |                 |
| 율리우스력        | 546년 2월 16일  | 3월 18일        | 4월 16일        | 5월 16일        | 6월 14일        | 7월 14일        | 8월 13일        | 9월 11일        | 10월 11일       | 11월 9일        | 12월 9일        | 547년 1월 7일   |                 |
| 대통 13년 (547년) | 1월             | 2월             | 3월             | 4월             | 5월             | 6월             | 7월             | 8월             | 9월             | 10월            | 11월            | 12월            |                 |
| 삭일(음력)        | 기해일 (己亥日) | 무진일 (戊辰日) | 무술일 (戊戌日) | 정묘일 (丁卯日) | 정유일 (丁酉日) | 병인일 (丙寅日) | 병신일 (丙申日) | 을축일 (乙丑日) | 을미일 (乙未日) | 갑자일 (甲子日) | 갑오일 (甲午日) | 갑자일 (甲子日) |                 |
| 율리우스력        | 547년 2월 6일   | 3월 7일         | 4월 6일         | 5월 5일         | 6월 4일         | 7월 3일         | 8월 2일         | 8월 31일        | 9월 30일        | 10월 29일       | 11월 28일       | 12월 28일       |                 |
| 대통 14년 (548년) | 1월             | 2월             | 3월             | 4월             | 5월             | 6월             | 7월             | 윤7월           | 8월             | 9월             | 10월            | 11월            | 12월            |
| 삭일(음력)        | 계사일 (癸巳日) | 계해일 (癸亥日) | 임진일 (壬辰日) | 임술일 (壬戌日) | 신묘일 (辛卯日) | 신유일 (辛酉日) | 경인일 (庚寅日) | 경신일 (庚申日) | 기축일 (己丑日) | 기미일 (己未日) | 무자일 (戊子日) | 무오일 (戊午日) | 정해일 (丁亥日) |
| 율리우스력        | 548년 1월 26일  | 2월 25일        | 3월 25일        | 4월 24일        | 5월 23일        | 6월 22일        | 7월 21일        | 8월 20일        | 9월 18일        | 10월 18일       | 11월 16일       | 12월 16일       | 549년 1월 14일  |
| 대통 15년 (549년) | 1월             | 2월             | 3월             | 4월             | 5월             | 6월             | 7월             | 8월             | 9월             | 10월            | 11월            | 12월            |                 |
| 삭일(음력)        | 정사일 (丁巳日) | 정해일 (丁亥日) | 병진일 (丙辰日) | 병술일 (丙戌日) | 을묘일 (乙卯日) | 을유일 (乙酉日) | 갑인일 (甲寅日) | 갑신일 (甲申日) | 계축일 (癸丑日) | 계미일 (癸未日) | 임자일 (壬子日) | 임오일 (壬午日) |                 |
| 율리우스력        | 549년 2월 13일  | 3월 15일        | 4월 13일        | 5월 13일        | 6월 11일        | 7월 11일        | 8월 9일         | 9월 8일         | 10월 7일        | 11월 6일        | 12월 5일        | 550년 1월 4일   |                 |
| 대통 16년 (550년) | 1월             | 2월             | 3월             | 4월             | 5월             | 6월             | 7월             | 8월             | 9월             | 10월            | 11월            | 12월            |                 |
| 삭일(음력)        | 신해일 (辛亥日) | 신사일 (辛巳日) | 경술일 (庚戌日) | 경진일 (庚辰日) | 기유일 (己酉日) | 기묘일 (己卯日) | 기유일 (己酉日) | 무인일 (戊寅日) | 무신일 (戊申日) | 정축일 (丁丑日) | 정미일 (丁未日) | 병자일 (丙子日) |                 |
| 율리우스력        | 550년 2월 2일   | 3월 4일         | 4월 2일         | 5월 2일         | 5월 31일        | 6월 30일        | 7월 30일        | 8월 28일        | 9월 27일        | 10월 26일       | 11월 25일       | 12월 24일       |                 |
| 대통 17년 (551년) | 1월             | 2월             | 3월             | 4월             | 윤4월           | 5월             | 6월             | 7월             | 8월             | 9월             | 10월            | 11월            | 12월            |
| 삭일(음력)        | 병오일 (丙午日) | 을해일 (乙亥日) | 을사일 (乙巳日) | 갑술일 (甲戌日) | 갑진일 (甲辰日) | 계유일 (癸酉日) | 계묘일 (癸卯日) | 임신일 (壬申日) | 임인일 (壬寅日) | 신미일 (辛未日) | 신축일 (辛丑日) | 신미일 (辛未日) | 경자일 (庚子日) |
| 율리우스력        | 551년 1월 23일  | 2월 21일        | 3월 23일        | 4월 21일        | 5월 21일        | 6월 19일        | 7월 19일        | 8월 17일        | 9월 16일        | 10월 15일       | 11월 14일       | 12월 14일       | 552년 1월 12일  |

## 같이 보기
- 중국의 연호 목록

| 이전 연호 영희(永熙) <북위(北魏)> | 중국의 연호 서위(西魏) | 다음 연호 - |